# Markopol
Markopol (ukr. Маркопіль, Markopil) – wieś (dawniej miasteczko) na Ukrainie w rejonie złoczowskim w obwodzie lwowskim. Miejscowość liczy ok. 700 mieszkańców.

## Historia
Właścicielem dóbr ziemskich Markopol był m.in. hrabia Włodzimierz Dzieduszycki. Pod koniec XIX w. grupa domów we wsi nosiła nazwę Międzygóry.
Za II Rzeczypospolitej Markopol należał do powiatu zborowskiego w województwie tarnopolskim. 15 czerwca 1934 Markopol przeniesiono do powiatu brodzkiego. W 1921 roku liczył 1111 mieszkańców.
W latach 1943–1945 nacjonaliści ukraińscy z OUN-UPA zamordowali 10 Polaków.
Do 2020 w rejonie brodzkim. 